# Molde FK
Maillots
Actualités
Le Molde FK est un club norvégien de football basé à Molde.

## Historique
- 1911 : fondation du club sous le nom de International Molde
- 1914 : le club est renommé Molde FK
- 1975 : 1re participation à une Coupe d'Europe (Coupe UEFA 1975-1976)
- 2011 : 1er titre de champion de Norvège
- 2012 : 2e titre de champion de Norvège
- 2014 : 3e titre de champion de Norvège

Le 19 octobre 2015, Ole Gunnar Solskjær fait son grand retour comme entraîneur du club après une saison 2015 un peu décevante.
Le 19 décembre 2018, le club annonce prêter Ole Gunnar Solskjær à Manchester United jusqu'à la fin de saison 2018-2019.

## Bilan sportif

### Palmarès
- Championnat de Norvège
  - Champion : 2011, 2012, 2014, 2019 et 2022
  - Vice-champion : 1974, 1987, 1995, 1998, 1999, 2002, 2009, 2017, 2018, 2020 et 2021
- Coupe de Norvège
  - Vainqueur : 1994, 2005, 2013, 2014, 2022 et 2023
  - Finaliste : 1982, 1989, 2009 et 2024

### Parcours du Molde FK en championnat depuis 1963
|          | 1963-1970 | 1971-1973 | 1974-1978 | 1979 | 1980 | 1981 | 1982 | 1983 | 1984-1993 | 1994 | 1995-2006 | 2007 | 2008- |
| -------- | --------- | --------- | --------- | ---- | ---- | ---- | ---- | ---- | --------- | ---- | --------- | ---- | ----- |
| Niveau 1 |           |           | Oui       |      | Oui  |      | Oui  |      | Oui       |      | Oui       |      | Oui   |
| Niveau 2 |           | Oui       |           | Oui  |      | Oui  |      | Oui  |           | Oui  |           | Oui  |       |
| Niveau 3 | Oui       |           |           |      |      |      |      |      |           |      |           |      |       |

### Bilan européen
La première participation du Molde FK à une coupe européenne date de 1975. Après quelques apparitions éphémères au cours des années 1970 et 1980 (deux dans les années 1970 et une seule dans les années 1980), Molde enregistre son premier succès en 1995 face au FK Dinamo-93 Minsk.
La première participation à la Ligue des Champions en 1999-2000 voit le second succès de Molde face au CSKA Moscou. Quand bien même Molde est éliminé sans avoir brillé en phase de poules, cette quatrième participation à une coupe européenne durant les années 1990 augure d'un avenir meilleur que celui de simple figurant, rôle auquel s'était cantonné Molde depuis 1975.
Durant les années 2000, Molde participe trois fois à une coupe européenne, parvenant à passer quelques tours sans toutefois atteindre les phases de poules.
Depuis 2010, Molde a participé à cinq coupes. Les trois fois où le club a été qualifié en ligue des champions, Molde -sans jamais atteindre les phases de poule- a passé à chaque fois le deuxième tour de qualification ce qui lui a permis par la suite d'être reversé en ligue europa. Après la Ligue Europa 2012-2013, Molde se retrouve une seconde fois en phase de poule en 2015-2016 avec l'Ajax Amsterdam, le Celtic FC et Fenerbahçe. En seulement quatre rencontres (3 victoires, 1 nul), Molde assure sa qualification pour les 16es de finale. Lors des 16es de finale, Molde tombe sur le double tenant du titre : le FC Séville. Le match aller qui se joue en Andalousie se solde par une défaite 3-0 des Norvégiens. Au match retour, Molde gagne 1-0, mettant ainsi un point d'honneur à célébrer le dernier et 900e match de leur joueur le plus capé : Daniel Berg Hestad.
Lors de la saison 2020-2021, Molde passe les trois premiers tours de la Ligue des Champions mais est éliminé lors des Barrages. Molde se retrouve en phase de groupe de la Ligue Europa. Terminant deuxième de son groupe derrière Arsenal, Molde est qualifié en 16e et gagne contre Hoffenheim. En 8e, malgré une défaite à Grenade 2-0, Molde marque dès la 29e minute se laissant l'espoir de pouvoir atteindre les prolongations, mais l'égalisation de Soldado à la 72e douche les espoirs de l'équipe scandinave qui finira par marquer un second but à la 90e minute. La performance de Molde est considérée comme une des meilleures d'un club norvégien en coupe européenne puisqu'il faut remonter à la fin des années 90 pour trouver une équipe norvégienne en quart de finale.
| Année       | 2005  | 2006  | 2007  | 2008   | 2009  | 2010  | 2011  | 2012  | 2013  | 2014  | 2015   | 2016   | 2017   | 2018   | 2019   | 2020   | 2021   |
| ----------- | ----- | ----- | ----- | ------ | ----- | ----- | ----- | ----- | ----- | ----- | ------ | ------ | ------ | ------ | ------ | ------ | ------ |
| Rang        | 195e  | 203e  | 188e  | 181e   | 203e  | 223e  | 216e  | 263e  | 184e  | 172e  | 164e   | 97e    | 100e   | 111e   | 104e   | 95e    | 94e    |
| Coefficient | 9.665 | 8.921 | 9.509 | 10.400 | 4.760 | 4.480 | 4.875 | 3.935 | 7.835 | 9.355 | 10.375 | 20.350 | 20.165 | 12.500 | 13.500 | 15.000 | 17.000 |

 Classement au 19.03.2021 : .

#### Bilan
| Compétition              | P  | M   | V  | N  | D  | BP  | BC  | Diff. |
| ------------------------ | -- | --- | -- | -- | -- | --- | --- | ----- |
| Ligue des champions (C1) | 6  | 33  | 10 | 11 | 12 | 47  | 38  | +9    |
| Coupe des coupes (C2)    | 1  | 4   | 1  | 1  | 2  | 5   | 8   | -3    |
| Ligue Europa (C3)        | 18 | 88  | 34 | 19 | 35 | 126 | 124 | +2    |
| Ligue Conférence (C4)    | 4  | 30  | 14 | 4  | 12 | 52  | 43  | +9    |
| Total                    | 29 | 155 | 59 | 35 | 61 | 230 | 213 | +17   |

## Personnalités du club

### Joueurs

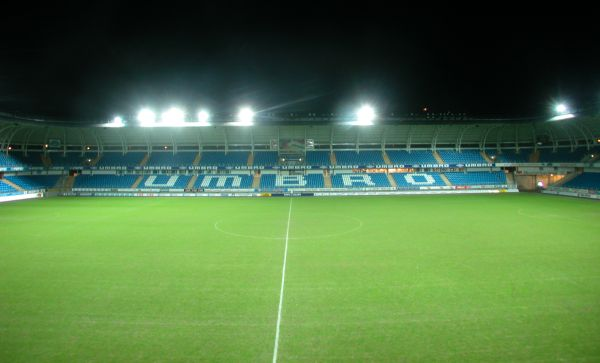
Aker Stadion

| - Albiston, Arthur - Andersen, Trond - Andreasson, Marcus - Andresen, Martin - Bakke, Morten - Belsvik, Petter - Berg, Jan - Berg, Odd - Berg Hestad, Daniel - Berget, Jo Inge - Bugge Pettersen, Espen - Diouf, Mame Biram - Diouf, Pape Paté - Eikrem, Magnus Wolff - Fall, Baye Djiby - Flaco - Fjørtoft, Karl Oskar |  | - Flo, Jostein - Fostervold, Knut Anders - Friend, Rob - Fuglset, Jan - Fuglset, Tor - Gustafsson, Eddie - Haaland, Erling - Hareide, Åge - Hestad, Harry - Hoftun, Erik - Holm, Thomas - Hoseth, Magne - Hovland, Even - Kallio, Toni - Legernes, Arne - Lund, Andreas - Mavrič, Matej - Møller, Ulrich - Møller Dæhli, Mats |  | - Nyland, Ørjan - Ohr, Stian - Rekdal, Kjetil - Rudi, Petter - Schiller, Dennis - Solskjær, Ole Gunnar - Stavrum, Arild - Strand, Roar - Sundgot, Ole Bjørn - Tessem, Jo - Thioune, Makhtar |

## Équipe féminine
L'équipe féminine du Molde FK, avant de fusionner avec l'équipe féminine du SK Træff à la fin des années 1990, a joué une seule saison en Toppserien en 1994. Le Molde FK est alors le premier club dont les équipes masculine et féminine jouent la même année au plus haut niveau.
L'équipe féminine a atteint par deux fois les quarts de finale de la Coupe de Norvège de football féminin (1981 et 1988) et quatre fois les 8e (de 1993 à 1996).